# Monica Azuba Ntege
Monica Azuba Ntege (nhũ danh Monica Azuba) là một kỹ sư và chính trị gia người Uganda. Bà là Bộ trưởng Bộ Công trình và Giao thông vận tải trong Nội các Nhật Bản. Bà được bổ nhiệm vào vị trí đó vào ngày 6 tháng 6 năm 2016, thay thế John Byabagambi, người trở thành Bộ trưởng cho Karamoja.

## Bối cảnh và giáo dục
Monica Azuba sinh ra ở tiểu vùng Busoga, thuộc khu vực phía đông của Uganda, vào khoảng năm 1954. Bà học tại trường trung học Gayaza để theo học chương trình O-Level và A-level, tốt nghiệp năm 1973. Bà vào Đại học Makerere năm 1974, tốt nghiệp năm 1978 với bằng Cử nhân Khoa học Kỹ thuật Xây dựng.

## Nghề nghiệp
Cô đã được tuyển dụng bởi Ngân hàng Thương mại Uganda (UCB) (hiện không còn tồn tại) sau khi tốt nghiệp Đại học Makerere năm 1978. Khi UCB được Ngân hàng Standard Nam Phi mua vào năm 2002, cô ở lại với Ngân hàng, và được thăng lên vị trí Giám đốc Cơ sở tại Stanbic Bank Uganda Limited. Bà đã phục vụ như là một thành viên của hội đồng quản trị Đường bộ quốc gia Uganda kể từ tháng 6 năm 2014. Vào ngày 6 tháng 6 năm 2016, bà được bổ nhiệm làm Bộ trưởng Bộ Công trình và Giao thông.

## Làm Bộ trưởng Công trình và Giao thông
Một trong những nhiệm vụ đầu tiên mà bà được giao, ngay sau khi tuyên thệ với tư cách là Bộ trưởng công trình và vận tải, là đánh giá chính phủ của Uganda sẽ hồi sinh hãng hàng không Uganda Airlines như thế nào Hãng hàng không quốc gia trên đã được thanh lý vào năm 2001, bởi vì nó được coi là "không có lợi nhuận".
Tuy nhiên, vào năm 2013, một quyết định đã được đưa ra để hồi sinh hãng hàng không trên, nhằm tăng lượng khách du lịch đến thăm Uganda và để phục vụ cho lưu lượng người và hàng hóa gia tăng đến đất nước này khi ngành công nghiệp hóa dầu non trẻ của Uganda phát triển. Các bên liên quan chính dưới sự chủ trì của Bộ trưởng, bao gồm đại diện của Bộ Công trình và Giao thông vận tải, Tổng công ty Phát triển Uganda, Cơ quan Hàng không Dân dụng của Uganda, Bộ Thương mại, Công nghiệp và Hợp tác xã, Bộ Tài chính, Kế hoạch và Phát triển kinh tế và những người khác đã gặp và đưa ra khuyến nghị. Các khuyến nghị này đã được chuyển đến nội các để phê duyệt cuối cùng trước khi thực hiện.